# 細野村 (和歌山県)
細野村（ほそのむら）は、和歌山県海草郡にあった村。貴志川の支流・真国川の中流域、紀の川市桃山町の東部および紀美野町の北部にあたる。

## 地理
- 山岳：ユルギ山
- 河川：真国川

## 歴史

### 村名の由来
村域が谷間にあって田畑が細長く続くことによる。

### 沿革
- 1889年（明治22年）4月1日 - 町村制の施行により、那賀郡円明寺村・勝谷村・垣内村・四郷村・細野中畑村・峯村・根来窪村の区域をもって発足。
- 1951年（昭和26年）10月1日 - 所属郡が海草郡に変更。
- 1957年（昭和32年）8月1日 - 分割し、大字円明寺・勝谷・四郷が美里町に、大字垣内・細野中畑・峯・根来窪が那賀郡桃山町に編入。同日細野村廃止。